# Anita Hegerland
Anita Hegerland nacida el 3 de marzo de 1961 en Sandefjord es una cantante noruega, famosa por su carrera en la música alemana, y en particular, por sus contribuciones al trabajo de Mike Oldfield.
La carrera musical de Hegerland despegó en 1971, cuando ella y el cantante Roy Black lanzaron el hit Schön ist es auf der Welt zu sein ("Es hermoso estar en el mundo") en países de habla alemana.
Continuó su carrera como cantante pop en Alemania y Noruega durante muchos años, pero nunca tuvo mucho éxito. 
Tiene dos hijos con Mike Oldfield y ahora vive en Nesøya cerca de Oslo.